# ジャガー東京
株式会社ジャガー東京（ジャガーとうきょう）は、東京都世田谷区に本社を置き、ジャガー・ランドローバーの正規ディーラーを運営していた企業。輸入車のジャガー、ランドローバー（共にタタ・モーターズ傘下）を取り扱う。
2021年6月1日付けで、運営会社がBC Japan株式会社に変更となっている。

## 沿革
- 1998年10月28日 - 東京日産自動車販売の全額出資にて設立。
- 2010年9月29日 - 全株式を埼玉県川口市の輸入車ディーラー・セントラル自動車技研のグループ会社・セブンフィールズに譲渡。東日カーライフグループより離脱。
- 2021年6月1日 - セントラル自動車技研・セブンフィールズの事業撤退に伴い、世田谷区等々力の独立系輸入中古車ディーラー・グラーツ・オートモビール株式会社が全事業を譲受。グラーツ社が新会社・BC Japan株式会社を設立し、ジャガー東京の全事業を当該会社に移管する。

## 店舗
- 本社 - 東京都世田谷区玉川台1丁目9番5号
- 世田谷支店（ジャガー 世田谷・ランドローバー世田谷）- 東京都世田谷区玉川台1丁目9番5号
- 世田谷サービスセンター - 東京都世田谷区用賀3丁目3番20号
- 新橋支店（ジャガー 新橋・ランドローバー新橋）- 東京都港区西新橋3丁目8番3号
- 新橋支店昭和島サービスセンター - 東京都大田区昭和島1丁目5番18号
- 埼玉支店（ジャガー川口・ランドローバー川口・川口サービスセンター）- 埼玉県川口市弥平4丁目3番16号
- 杉並支店（ジャガー杉並・ランドローバー杉並・杉並サービスセンター）- 東京都杉並区宮前5丁目18番1号
- アプルーブド足立 - 東京都足立区江北7丁目6番2号